# Leopoldoff L.3 Colibri
Il Leopoldoff L.3 Colibri è un aereo da addestramento e turismo, biplano sviluppato dall'azienda aeronautica francese Société des Avions Leopoldoff nei prima metà degli anni trenta del XX secolo e prodotto in serie. Dopo la fine della seconda guerra mondiale la produzione fu ripresa con il nome di L.7 Colibri, dotata di diversi propulsori.

## Storia del progetto
All'inizio degli anni trenta del XX secolo, il signor Lev Leopoldoff, proprietario della Société des Avions Leopoldoff avviò la realizzazione di un velivolo da addestramento al volo, o da turismo, biposto, di produzione economica, destinato a soddisfare le esigenze della nascente Aviation Populaire. I primi disegni del nuovo aereo furono concepiti nel 1932, ed il prototipo del nuovo velivolo, designato L.3 Colibri, alimentato da un motore Anzani da 35 CV (26 kW), andò in volò per la prima volta all'aeroporto di Toussus-le-Noble il 25 settembre 1933.
La produzione in serie dello L.3 Colibri, equipaggiato con il motore Salmson 9Adb, fu avviata nel 1937 dalla Aucouturier-Dugoua & Ciecome, seguita dalla Société des Avions Leopoldoff. Prima dello scoppio della seconda guerra mondiale ne erano stati realizzati 33 esemplari, di cui 24 dalla Société des Avions Leopoldoff.

## Descrizione tecnica
Lo L-3 Colibrì era un biplano, monomotore, di costruzione mista.
L'aereo saliva a 1 000 m (3 281 ft) in 7 minuti e 20 secondi. La propulsione era affidata a un motore radiale Salmson 9Adb a 9 cilindri, raffreddati ad aria, erogante la potenza di 45 CV, ed azionante un'elica bipala.

## Impiego operativo
Prima dello scoppio della guerra, nel settembre 1939, molti degli esemplari costruiti prestavano servizio con diversi sopravvissuti al conflitto. La produzione di altri sei Colibri fu intrapresa nel dopoguerra dalla Société des Constructions Aéronautiques du Maroc in Marocco, ricevendo la loro designazione CAM-1. La produzione del modello L.3 fu ripresa successivamente con la designazione di L.7, e l'adozione di propulsori di diverso tipo, dando vita ad nuovo tipo. 
Ancora nel 2011 tre Colibrì volavano in Francia e altri due nel Regno Unito.

## Versioni
- L.3: primo prototipo, dotato di propulsore Anzani da 35 CV (26 kW) (1 costruito);
- L.3: prima versione di serie, equipaggiata con motore radiale Salmson 9Adb da 45 CV (33 kW), realizzata in 33 esemplari.
- L.31: alcuni L.3 rimotorizzati con propulsore Boitel 5Ao da 50 CV (37 kW).
- L.32: alcuni L.3 rimotorizzati con propulsore Walter Mikron III.
- CAM-1: versione dell'L.3 Colibri costruita nel dopoguerra in 6 aerei in Marocco dalla Société des Constructions Aéronautiques du Maroc.
- L-7

## Utilizzatori
Francia

### Annotazioni
1. ↑  Nato a Saratov, Russia, nel 1898, deceduto a Parigi, Francia, nel 1957.

### Fonti
1. 1 2  Aviafrance.
2. 1 2 3 4  Passieux.
3. ↑  Green 1965, p. 51.
4. 1 2  Simpson 2001, p. 324.
5. 1 2  Aircraft Photos.